# Biểu trưng Google

Biểu trưng hiện tại của Google, được sử dụng vào ngày 1 tháng 9 năm 2015, có kiểu chữ riêng mang tên "Product Sans", với màu sắc dịu hơn và có nét tương đồng với logo công ty mẹ của Google, Alphabet Inc.

Biểu trưng (logo) của Google được thiết kế nhằm giúp nhận diện công cụ tìm kiếm này. Google đã sử dụng nhiều logo suốt chiều dài lịch sử công ty, với logo đầu tiên được thiết kế bởi Sergey Brin bằng phần mềm GIMP. Phiên bản logo mới nhất (đã được sửa đổi) ra mắt vào ngày 1 tháng 9 năm 2015. Những phiên bản logo trước đó, với một vài sửa đổi nhỏ từ năm 1999 đến năm 2013, được thiết kế bởi Ruth Kedar, với phông chữ dựa trên Catull, một kiểu chữ serif cũ do Gustav Jaeger thiết kế cho Berthold Type Foundry vào năm 1982.
Ngoài ra, biểu trưng của Google cũng bao gồm nhiều thay đổi nhỏ thú vị, ví dụ như được chỉnh sửa theo phong cách hoạt hình nhằm phục vụ cho những ngày lễ, hoặc vào ngày sinh nhật của các danh nhân, hay những sự kiện quan trọng như quốc khánh hay Olympics. Những logo đặc biệt này, trong đó có một số logo được thiết kế bởi Dennis Hwang, đã được biết đến với cái tên Google Doodles.

## Các biểu tượng chính đã được sử dụng
Từ khi logo đầu tiên ra đời, công ty Google đã có nhiều thay đổi cho công cụ tìm kiếm của mình.
- Ngày 30 tháng 10 năm 1998, Sergey Brin tạo ra một phiên bản trên máy vi tính của các chữ cái Google bằng cách sử dụng phần mềm đồ họa miễn phí GIMP. Các dấu chấm than đã được bổ sung, mô phỏng theo logo của Yahoo. Ruth Kedar cho biết: "Có rất nhiều sự lặp lại màu sắc khác nhau. Chúng tôi đã kết thúc với các màu cơ bản, nhưng thay vì để mẫu đi theo thứ tự, chúng tôi đặt màu phụ trên chữ L, điều này làm nảy sinh ý tưởng rằng Google không tuân theo các quy tắc." Phông chữ Catull cũng được sử dụng, "Tôi đã cố gắng tìm một thứ gì đó vừa truyền thống gắn liền với các phông chữ đẹp trong quá khứ, vừa có một cách rất hiện tại và theo một số cách đáng ngạc nhiên", Ruth nói, "Tôi thực sự thích cách mà nó có những thân cây và thăng trầm và cũng có những Serifs này rất, rất chính xác và tôi muốn một cái gì đó mà khi bạn nhìn vào nó, bạn sẽ thấy rất rõ ràng rằng đó là thứ bạn chưa từng thấy trước đây ".
- Năm 1999, Google thay biểu tượng của mình bằng kiểu chữ mới được sử dụng đến năm 2015. Dấu ! đã bị bỏ đi.
- Năm 2010, sau 11 năm sống chung với biểu tượng thứ 2, Google đã thay đổi logo của mình mặc dù vẫn sử dụng font trước đó. Sự thay đổi bao gồm việc họ bỏ đi bóng của chữ cái và thay đổi màu của chữ o thứ 2 từ màu vàng sang da cam. Trước đó, tháng 1/2009, họ đã thử nghiệm logo mới này nhưng phải đến ngày 6 tháng 5, 2010 mới chính thức được đưa vào sử dụng.
- Ngày 1 tháng 9 năm 2015, sau 5 năm sử dụng biểu tượng cũ, Google đã thay đổi biểu tượng. Đây cũng chính là logo của Google hiện tại, với một số thay đổi bao gồm: - Thay đổi font chữ cũ thành font chữ riêng mang tên "Product Sans". - Màu sắc được chỉnh sửa dịu mắt hơn - Có một số nét tương đồng với công ty mẹ Alphabet Inc.

Các logo của Google
- Initial Logo của Google từ ngày 15 tháng 9, 1997 đến 27 tháng 9, 1997
- Logo phiên bản gốc với phông chữ Baskerville Bold, được sử dụng từ 28 tháng 9, 1997 đến 29 tháng 10, 1997, với sự pha trộn màu sắc khác so với phiên bản hiện nay. Vào thời điểm đó, ký tự "G" có màu xanh lục.
- Logo được sử dụng từ ngày 30 tháng 10, 1997 đến ngày 30 tháng 5, 1999, và khác với phiên bản logo trước với một dấu chấm than được thêm vào cuối logo; ngoài ra còn tăng đổ bóng, bo tròn các chữ cái và thêm nhiều màu chữ khác nhau. Lần này, màu sắc của chữ "G" đã thay đổi từ xanh lục sang xanh lam. Chuỗi màu sắc này vẫn được sử dụng cho đến ngày nay, mặc dù có màu sắc và phông chữ khác nhau.
- Logo của công ty đã thay đổi thành dựa trên phông chữ Catull và được sử dụng từ ngày 31 tháng 5, 1999 đến ngày 5 tháng 5, 2010. Dấu chấm than đã bị lược bỏ và logo này vẫn là phiên bản mặc định cho đến ngày 31 tháng 8, 2015.
- Logo được sử dụng từ ngày 6 tháng 5, 2010 đến ngày 18 tháng 9, 2013. Trong đó có thể thấy khoảng cách đổ bóng bị giảm xuống, kí tự chữ "o" thứ hai đổi sang một màu vàng khác, và dẹt hơn.
- Logo được sử dụng từ ngày 19 tháng 9, 2013 đến ngày 31 tháng 8, 2015; lúc này chữ đã phẳng và đổ bóng bị loại bỏ.
- Logo được sử dụng từ ngày 1 tháng 9, 2015.

## Google Doodles
Google Doodle là một biểu tượng đặc biệt, thay thế tạm thời cho biểu tượng trên trang chủ của Google nhằm chào mừng các ngày lễ, các sự kiện, thành tựu và con người. Google Doodle đầu tiên là để vinh danh Lễ hội Burning Man của năm 1998, được thiết kế bởi Larry Page và Sergey Brin để thông báo cho người dùng việc họ vắng mặt trong trường hợp các máy chủ bị sập. Các Google Doodle tiếp theo được thiết kế bởi một nhà thầu bên ngoài, cho đến khi Page và Brin đề xuất thực tập sinh Dennis Hwang thiết kế một biểu tượng cho Ngày Bastille của năm 2000. Kể từ lúc đó, các Doodle được tổ chức và phát hành bởi một nhóm nhân viên của Google có biệt danh "Doodlers".

## Phiên bản không màu (đen trắng)

The colorless Google logo used for the funeral of George H. W. Bush and also for every Memorial Day beginning from 2019

Phiên bản không màu đặc biệt của logo được sử dụng trên trang chủ Google nhằm bày tỏ sự chia buồn, thường là với một thảm kịch lớn, kéo dài trong vài ngày. Thiết kế của logo này lần đầu tiên được sử dụng trên trang chủ Google Ba Lan sau thảm họa hàng không Smolensk khiến tổng thống Ba Lan Lech Kaczyński thiệt mạng vào tháng 4 năm 2010. Một vài ngày sau, logo đã được sử dụng tại Trung Quốc và Hồng Kông nhằm bảy tỏ sự thuơng tiếc với những nạn nhân trong vụ động đất ở tỉnh Thanh Hải, Trung Quốc.
Vào ngày 7 tháng 9 năm 2010, logo một lần nữa được thay đổi sang màu xám sáng, có tên gọi là Keystroke Logo.
Logo này một lần nữa được sử dụng vào ngày 5 tháng 12 năm 2018, sau cái chết của cựu Tổng thống Mỹ George H. W. Bush, và vào ngày 27 tháng 5 năm 2019 nhân ngày kỉ niệm Lễ Chiến sĩ trận vong (Memorial Day).
Vào ngày 8 tháng 9 năm 2022, logo xuất hiện sau cái chết của Nữ hoàng Queen Elizabeth II.